# اس‌ام‌اس کارلسروهه (۱۹۱۶)
اس‌ام‌اس کارلسروهه (۱۹۱۶) (به انگلیسی: SMS Karlsruhe (1916)) یک کشتی است که طول آن ۱۵۱٫۴ متر (۴۹۶ فوت ۹ اینچ) می‌باشد. این کشتی در سال ۱۹۱۶ ساخته شد.